# Polyura hamasta
Polyura hamasta är en fjärilsart som beskrevs av Moore 1882. Polyura hamasta ingår i släktet Polyura och familjen praktfjärilar. Inga underarter finns listade i Catalogue of Life.